# Stenbock
Stenbock ist der Name von zwei schwedischen Adelsfamilien. Die erste Linie ist erloschen; die zweite war mit 12 Grafen im Schwedischen Ritterhaus vertreten und hatte einen Zweig im Baltikum.

## Ältere Stenbock-Linie
Das ältere Adelsgeschlecht Stenbock ist seit dem Mittelalter bekannt. Es stammt vom Schildknappen und Grundbesitzer Jösse Skytte ab, der das Gut Ekornarp im Kirchspiel Berga im westlichen Småland besaß. Sein Enkel Gustav Olofsson zu Toftaholm (Stenbock) starb in den 1490er Jahren ohne männliche Nachkommen.
Gustav Olofssons Tochter Anna war verheiratet mit dem Reichsrat Arvid Knutsson. Der Sohn von beiden, Reichsrat Olof Arvidsson, übernahm das Wappen der Adelslinie seiner Mutter und wurde damit zum Stammvater der neuen Stenbock-Linie.

Stammwappen
Wappen des Gustav Olofsson
Wappen des Olof Arvidson
Wappen der jüngeren Linie

## Jüngere Stenbock-Linie

Wappen der schwedischen gräflichen Linie seit Magnus Stenbock

Reichsrat Gustav Olofson, der Sohn des Stammvaters Olof Arvidsson und Vater von Katharina Stenbock, erhielt 1650 mit der Krönung von Erik XIV. den Freiherrentitel und stieg ein Jahr später zum Graf auf. Die Familie begann erst zu Beginn des 17. Jahrhunderts den Namen Stenbock zu führen, der sich auf das Wappen der älteren Linie bezieht. Die heutige Familie entstammt dem Zweig, der sich mit Feldmarschall Magnus Stenbock (1664–1717) von den übrigen Zweigen löste. Seit 1752 war der Familie in der Ritterschaft Estlands rezipiert.
Bekannte Mitglieder:
- Katharina Stenbock (1535–1621), schwedische Königin
- Erik Stenbock (1612–1659), schwedischer Generalmajor
- Gustaf Otto Stenbock (1614–1685), schwedischer Militär und Politiker
- Magnus Stenbock (1665–1717), schwedischer Feldmarschall
- Johann Stenbock (1774–1838), estländischer Landrat
- Magnus Stenbock (1804–1836), estländisch-russischer Genremaler der Düsseldorfer Schule
- Stanislaus Eric Stenbock (1850–1895), estländischer Phantastik-Autor und Lyriker englischer Sprache

## Grafen Stenbock-Fermor

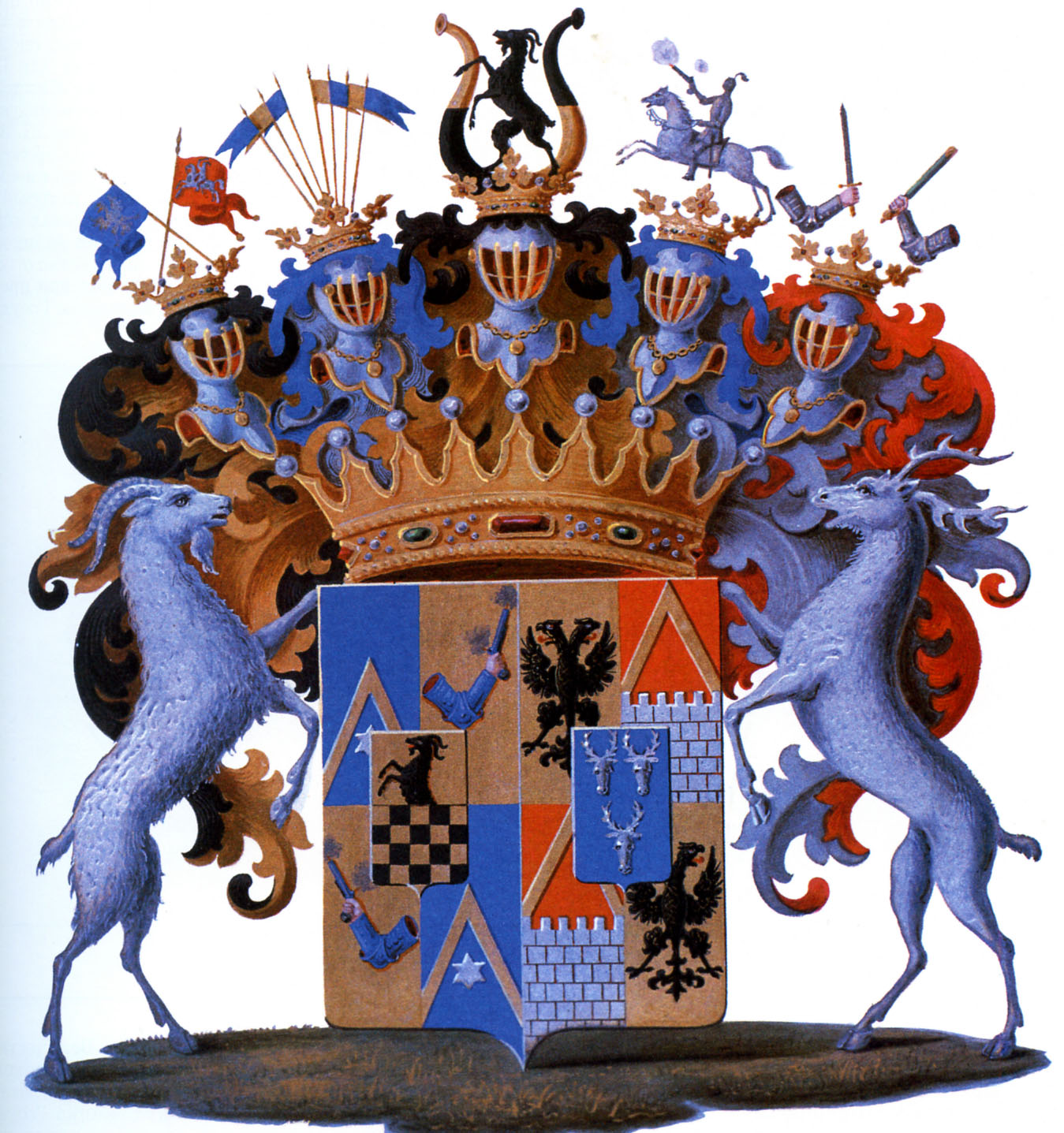
Wappen der Grafen Stenbock-Fermor seit 1849

Magnus Johann Stenbock (1768–1834), der Sohn von Jakob Pontus Stenbock, erbte 1828 Schloss Nitau bei Riga von seiner Mutter Sarah, geb. Fermor, der Tochter von Wilhelm von Fermor, und nahm daraufhin für sich und seine Familie den Namen Stenbock-Fermor an, was ihm durch ein russisches Adelspatent 1835 bestätigt wurde.
Bekannte Mitglieder:
- Alexander Graf Stenbock-Fermor (1902–1972), deutschbaltischer Widerstandskämpfer und Autor
- Nils Graf Stenbock-Fermor (1904–1969), deutschbaltischer Maler, Zeichner und Bühnenbildner

## Essen-Stenbock-Fermor
Die einzige Tochter von Pjotr Kirillowitsch Essen aus seiner Ehe mit Katharina Lwow, Alexandrine (1816–1868), heiratete Graf Karl Jakob Pontus Stenbock-Fermor (1806–1866); der Zar gestattete ihnen 1835, sich und ihre Nachkommen Essen-Stenbock-Fermor zu nennen.

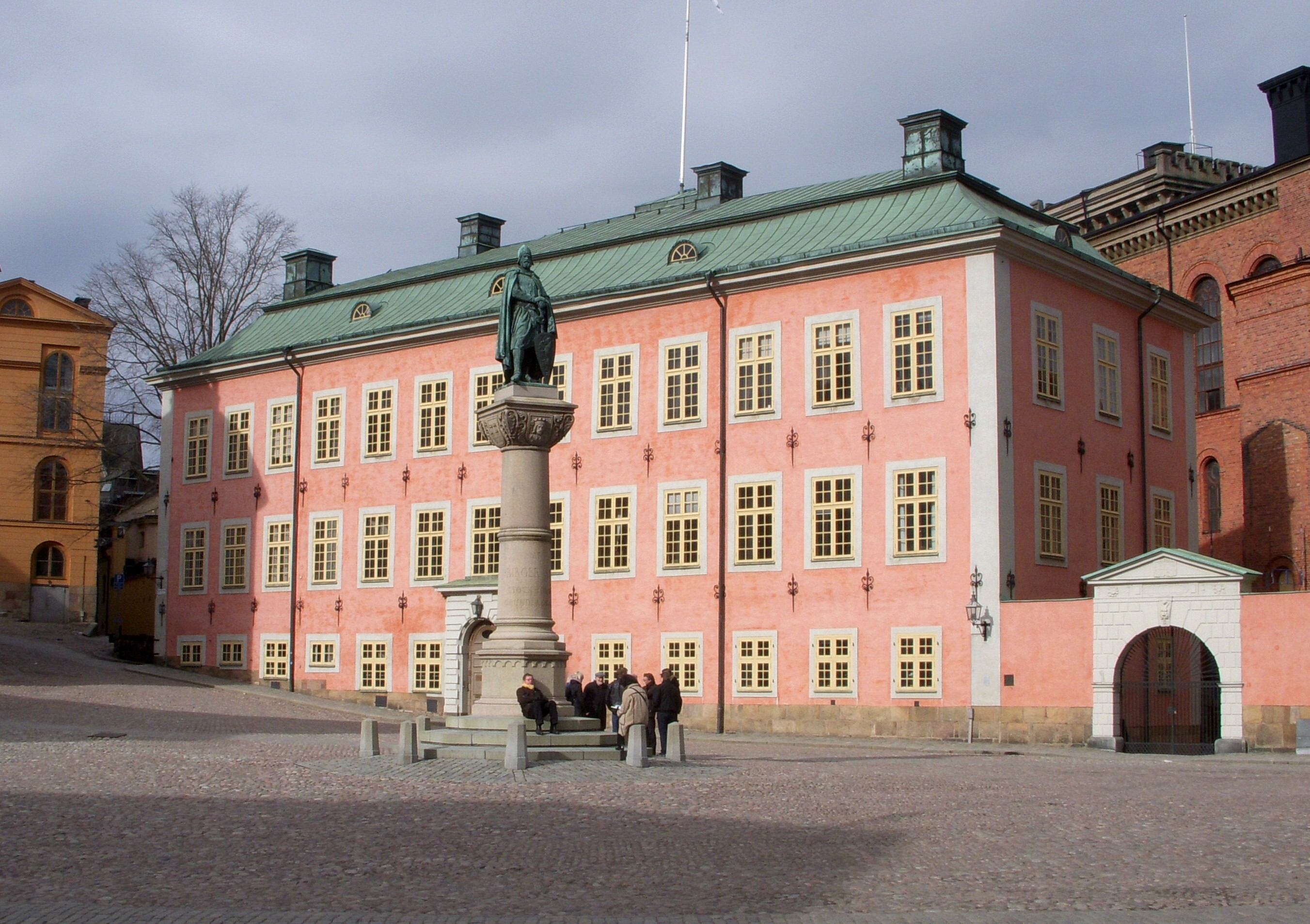
Stenbock-Palais in Stockholm
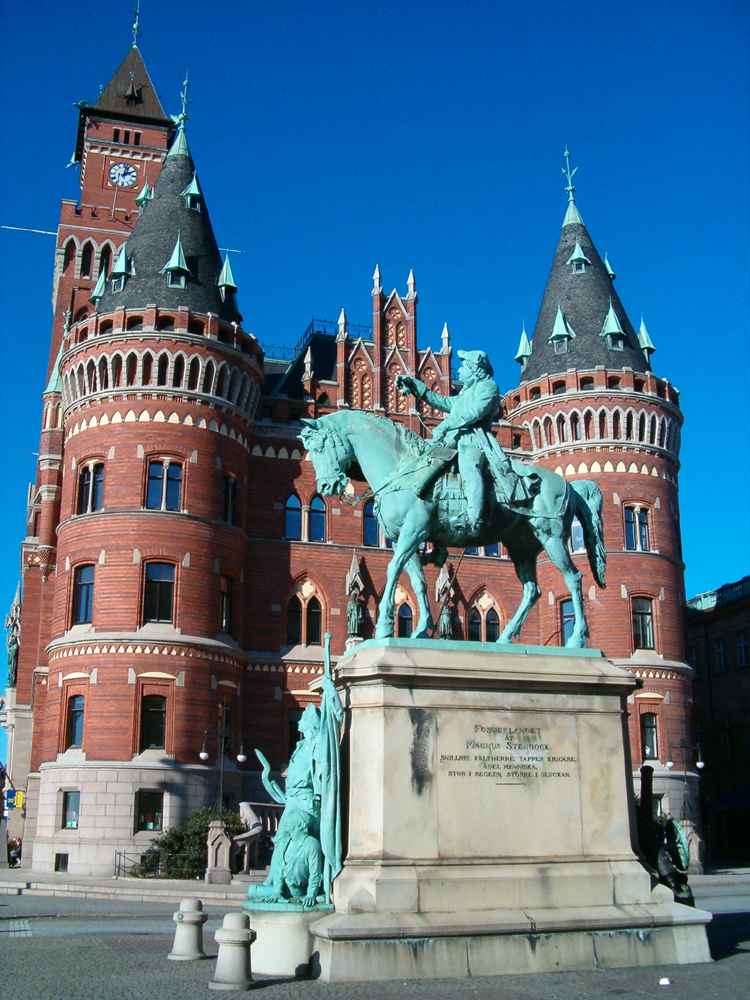
Statue des Feldmarschalls Magnus Stenbock (1665–1717) in Helsingborg
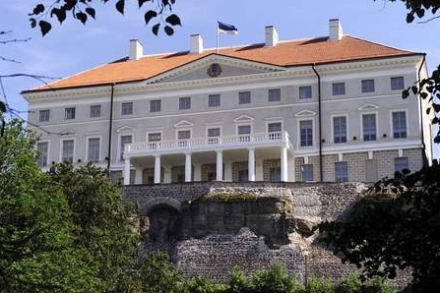
Stenbock-Palais in Tallinn
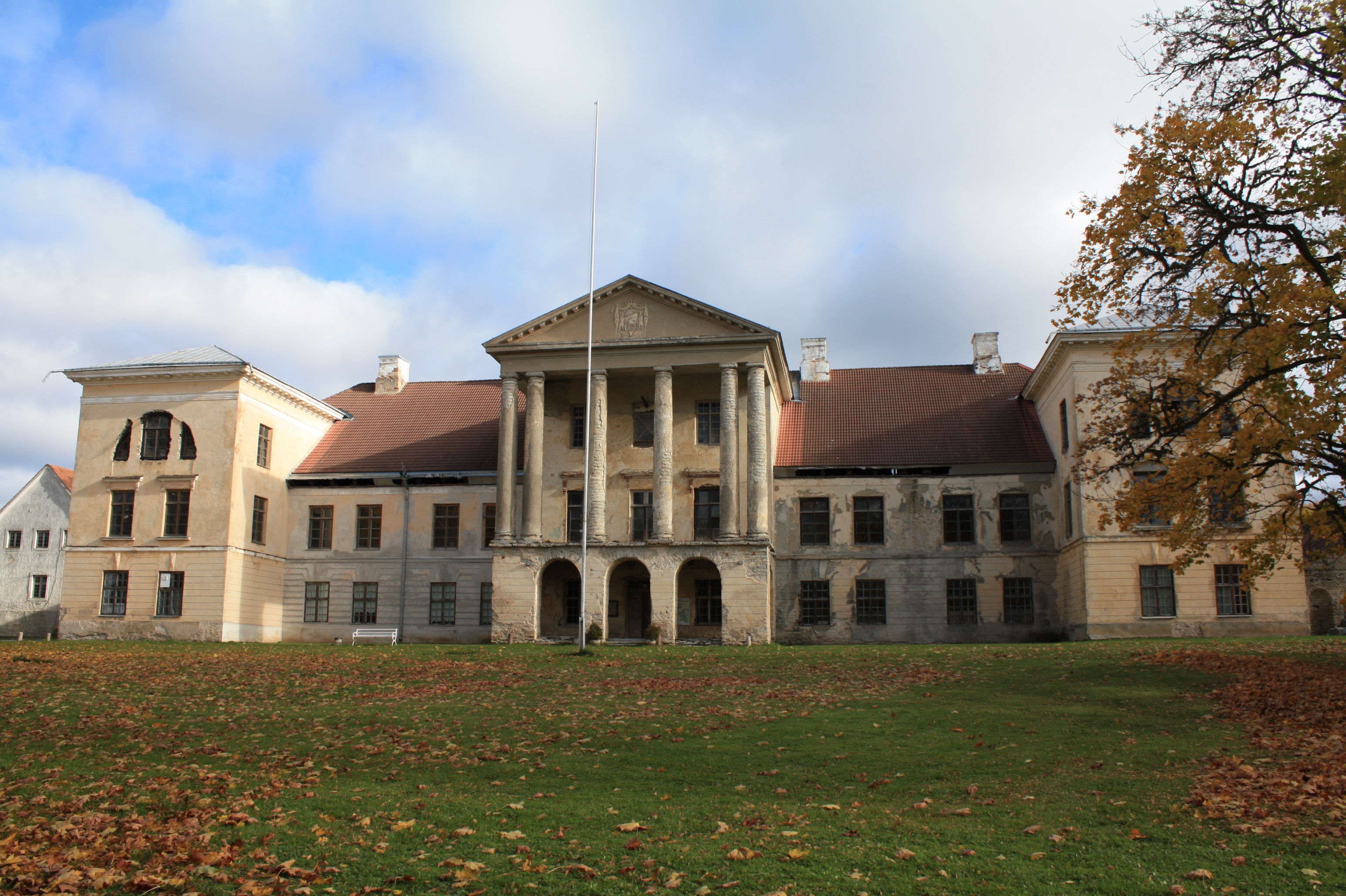
Schloss Kolga (Estland)